# La Marre
La Marre település Franciaországban, Jura megyében. Lakosainak száma 358 fő (2022. január 1.). La Marre Fay-en-Montagne, Blois-sur-Seille, Bonnefontaine, Ladoye-sur-Seille, Nevy-sur-Seille és Hauteroche községekkel határos.

## Népesség
A település népességének változása:
| Lakosok száma | 270  | 234  | 249  | 325  | 330  | 331  | 338  | 352  | 355  | 358  |
|               | 1968 | 1982 | 1990 | 2006 | 2013 | 2015 | 2017 | 2019 | 2020 | 2022 |